# Hydriomena cinerascens
Hydriomena cinerascens là một loài bướm đêm trong họ Geometridae.